# Uranyl(VI) bromide
Uranyl(VI) bromide là một hợp chất vô cơ có công thức hóa học UO2Br2. Dạng khan của nó là chất rắn màu đỏ nhạt, hút ẩm; nó là muối uranyl của axit bromhydric.

## Điều chế
Uranyl(VI) bromide có thể được tạo ra bằng cách cho urani(IV) bromide phản ứng với oxy ở nhiệt độ 150–160 ℃. 
{\displaystyle \mathrm {\ UBr_{4}+\ O_{2}\longrightarrow \ UO_{2}Br_{2}+2\ Br_{2}} }
Quá trình oxy hóa anot bằng điện hóa của kim loại urani trong điều kiện có brom, hòa tan trong acetonitrile và trong điều kiện có oxy khô cũng có thể tạo ra muối.

## Tính chất
Uranyl(VI) bromide là chất rắn màu đỏ nhạt, chuyển sang màu vàng trong không khí ẩm. Nó không bền về nhiệt và làm mất màu nước brom ở nhiệt độ thường. Uranyl(VI) bromide khi đun nóng đến 350 ℃, nó phân hủy trong vòng 48 giờ. Trong dung môi phối trí, uranyl(VI) bromide tạo thành các hợp chất phức tương ứng với công thức UO2Br2·L (L = acetonitrile), UO2Br2·2L (L = anhydride acetic, đietyl ete, N-metylacetanilit), UO2Br2·3L (L = N, N-đimetylfomamit) và UO2Br2·4L (L = đimetyl sunfoxit). Uranyl(VI) bromide tạo thành trihydrat UO2Br2·3H2O, bền ở dạng tinh thể hình kim màu vàng đậm từ dung dịch nước HBr. Làm khô qua axit photphoric tạo ra monohydrat UO2Br2·H2O.  Trihydrat bền trong không khí và mất một phân tử nước khi đun nóng đến 60 ℃. Trong chất lỏng ion, uranyl(VI) bromide tạo thành anion tetrabromo,  [UO2Br4]2− tương ứng với các ion bromide.

## Muối kiềm
Một loại muối kiềm của uranyl(VI) bromide, UO2BrOH·2H2O đã được biết đến. Dạng monome của nó có màu cam, D = 4,4 g/cm³; đime có D = 4,27 g/cm³.

## An toàn
Uranyl(VI) bromide, giống như tất cả các hợp chất urani, là một chất phóng xạ và rất độc, do đó cần được xử lý cẩn thận và tránh hấp thụ vào cơ thể.

## Hợp chất khác
UO2Br2 còn tạo một số hợp chất với NH3, như UO2Br2·2NH3 và UO2Br2·3NH3 đều là chất rắn màu vàng, UO2Br2·4NH3 là bột vô định hình màu đỏ cam đậm hay UO2Br2·6NH3 là tinh thể màu vàng.